# Josip Virgil Perić
Prof. fra Josip Virgil (Vergilije, Vergil) Perić (1845. − 1919.) je bio hrvatski političar, književnik i prevoditelj iz Imotskog.
Prvotno je bio članom Narodne hrvatske stranke. Nakon tiskanja novih čitanki za osnovne škole u Dalmaciji u kojima su austrijske vlasti planski izostavile hrvatsko i srpsko ime (pod izlikom izbjegavanja hrvatsko-srpskog nacionalnog trvenja), htjedovši od udžbenika napraviti anacionalno nastavno sredstvo, dalmatinski su učitelji reagirali kritikama, pri čemu se istakao Petar Kuničić tekstom u Narodnom listu. 1892. stvar je došla do Dalmatinskog sabora. Narodna hrvatska stranka, iako većinska, nije donijela zaključak o osudi anacionalnih članaka i režimske odgojne politike, unatoč zahtjevima hrvatskih zastupnika. Zbog takve podložničke, sluganske i slabićke politike Narodne hrvatske stranke, Josip Virgil Perić s još petoricom stranačkih kolega napustio je stranku (Josip Paštrović, Juraj Biankini, Stjepan Buzolić, Kažimir Ljubić i Mate Šarić) i oni su osnovali saborski Hrvatski klub. Dvije godine poslije, 1894. pridružili su se Stranci prava.
Bio je u Zastupničkom domu Carevinskog vijeća 1903. godine koje je 8. siječnja 1903. sazvao car i kralj Franjo Josip I. Kraljevinu Dalmaciju su pored Perića zastupali kolega iz Stranke prava Juraj Biankini, iz Narodne hrvatske stranke Ante Šupuk, Ante Vuković Vučidolski, Josip Zaffron, Lovro Borčić, Juraj Ferri, Vicko Ivčević, Petar Klaić, a Srpskoj narodnoj stranci Andrija Vujatović-Šarov i Radoslav Kvekić. Od aktivnosti valja spomenuti supotpisivanje interpelacije Jurja Bijankinija 15. svibnja 1903. na ministra obrane Zena von Welsersheimba glede angažmana vojske u nemirima u Hrvatskoj, s obzirom na neopravdanost uporabe takve sile, čak i prema ženama i djeci (potpisali su ju 19 hrvatskih i slovenskih zastupnika Zafronn, Šupuk, Spinčić, Berks, Šusteršič, Gregorčič, Žičkar, Vuković, Borčić, Ferri, Perić, Klaić, Ivčević, Pogačnik, Ferjančič, Hajek, Breznovsky, Chok, Koudela, ali ne i dvojica zastupnika Srpske stranke iz Dalmacije) te prešni prijedlog od 19. svibnja i.g. u svezi s redarstvenim mjerama koje su u Ljubljani poduzeli policijski agenti Khuena Hedérvarya u Ljubljani (policijski agenti su tragali za osumnjičenim Hrvatima zbog objave antikhuenovskih plakata te proveli predistragu protiv jedne ljubljanske tiskare koju su vlasti osumnjičile zbog njihova tiskanja).
Nije se slagao s Riječkom rezolucijom, o čemu je održao govor na sjednici Dalmatinskog sabora dne 18. studenoga 1905. godine.
Bio je predloženik Stranke prava na izborima za Carevinsko vijeće 1897., 1907. i 1911. Sva tri puta je prošao, 1897. u izborništvu Imotski-Neretva-Makarska, a 1907. i 1911. u izbornom kotaru Imotski – Omiš.
1911. je otvorio gimnaziju u Imotskom, pri čemu je održao slavni govor.

## Djela
Napisao je djela:
- Kula od uzdaha: historički događaj iz prve polovice XVII. vieka: (s tumačem turskih rieči), 1900. (roman)
- Don Iliji Ujeviću: poslanica, 1902.
- Srpsko-hrvatski spor (na njemačkom, prijevod na hrvatski Peroslav Ljubić), 1903.
- Za što se ne slažem sa riečkom resolucijom, 1905.
- Theokritove Idylle (preveo, uvod pobrao i tumač dodao), 1909.